# Auguste Robinet
Pour les articles homonymes, voir Robinet.
 (avril 2024).
La mise en forme du texte ne suit pas les recommandations de Wikipédia : il faut le « wikifier ».
Les points d'amélioration suivants sont les cas les plus fréquents :
- Les titres sont pré-formatés par le logiciel. Ils ne sont ni en capitales, ni en gras.
- Le texte ne doit pas être écrit en capitales (les noms de famille non plus), ni en gras, ni en italique, ni en « petit »…
- Le gras n'est utilisé que pour surligner le titre de l'article dans l'introduction, une seule fois.
- L'italique est rarement utilisé : mots en langue étrangère, titres d'œuvres, noms de bateaux, etc.
- Les citations ne sont pas en italique mais en corps de texte normal. Elles sont entourées par des guillemets français : « et ».
- Les listes à puces sont à éviter, des paragraphes rédigés étant largement préférés. Les tableaux sont à réserver à la présentation de données structurées (résultats, etc.).
- Les appels de note de bas de page (petits chiffres en exposant, introduits par l'outil «  Source ») sont à placer entre la fin de phrase et le point final[comme ça].
- Les liens internes (vers d'autres articles de Wikipédia) sont à choisir avec parcimonie. Créez des liens vers des articles approfondissant le sujet. Les termes génériques sans rapport avec le sujet sont à éviter, ainsi que les répétitions de liens vers un même terme.
- Les liens externes sont à placer uniquement dans une section « Liens externes », à la fin de l'article. Ces liens sont à choisir avec parcimonie suivant les règles définies. Si un lien sert de source à l'article, son insertion dans le texte est à faire par les notes de bas de page.
- La présentation des références doit suivre les conventions bibliographiques. Il est recommandé d'utiliser les modèles {{Ouvrage}}, {{Chapitre}}, {{Article}}, {{Lien web}} et/ou {{Bibliographie}}. Le mode d'édition visuel peut mettre en forme automatiquement les références.
- Insérer une infobox (cadre d'informations à droite) n'est pas obligatoire pour parachever la mise en page.

Pour une aide détaillée, merci de consulter Aide:Wikification.
Si vous pensez que ces points ont été résolus, vous pouvez retirer ce bandeau et améliorer la mise en forme d'un autre article.
Auguste Victor Maurice Robinet, dit Musette, né le 26 avril 1862 à Alger et mort le 2 septembre 1930 à Alger, est un romancier, journaliste, pamphlétaire, humoriste et philologue d'occasion français, connu surtout pour avoir créé le personnage de Cagayous, héro populaire des quartiers de Bab El Oued qui apparaît dans ses œuvres telles que Les Amours de Cagayous (1896), Cagayous à la caserne (1899), Cagayous à l'Exposition (1900), à la mairie (1902). Ses œuvres représentent une des premières sources de l'étude du pataouète algérien.

## Biographie

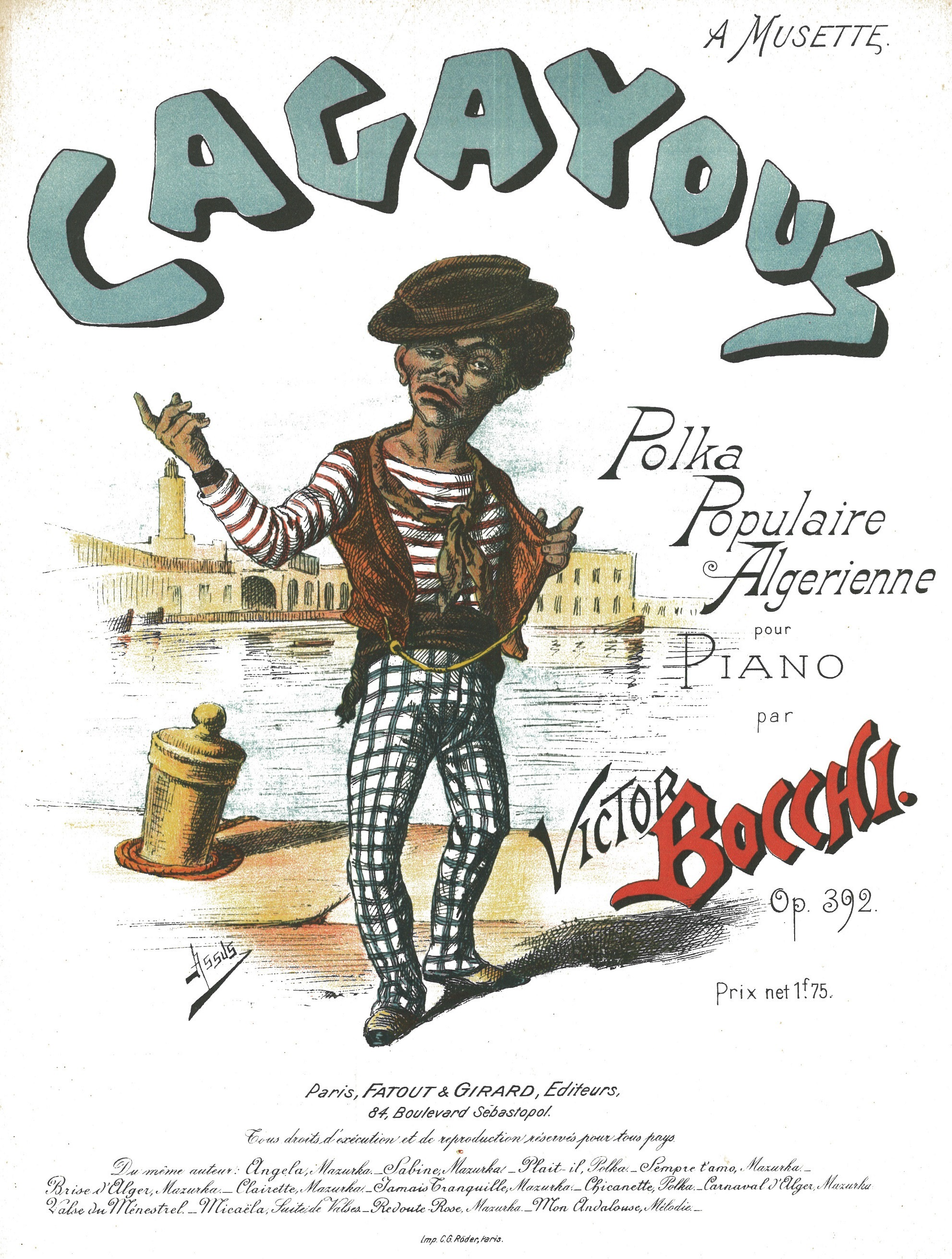
Couverture de Cagayous : polka populaire algérienne pour piano, Paris, Fatout & Girard, s.d. [circa 1897]..

Fils d'un compositeur-typographe et traducteur d’arabe établi à Alger dans le quartier de la Marine, entre ceux de Bab El Oued et de Bab Azoun, Musette naît à Alger, le 26 avril 1862, dans l'immeuble portant le n" 9 de la rue de la Révolution, tombé depuis lors sous la pioche des démolisseurs. Orphelin tout jeune, il doit à la tutelle de son oncle Legendre de poursuivre ses études secondaires; mais il prend à coeur de se créer de bonne heure une situation sociale. D'abord commis du service vicinal, il est ensuite admis au concours de l'inspectorat des Enfants assistés et, après un stage à Constantine, obtient le poste d'inspecteur du département d'Alger, qu'il ne va quitter que pour la retraite.
À 20 ans, il débute dans la presse en signant Tête d'âne, des fantaisies liées à actualité qui paraîtront dans L'Akhbar.
En 1888, Ernest Mallebay fonde sa Revue Algérienne et lui en confie la chronique, il y donne de régulières et spirituelles chroniques sous le pseudonyme de "Rob". En 1896, il suit Mallebay au Turco, où il commence à populariser ses divers pseudonymes: Rob, Jean de l'Agha, Musette.
Dans le journal Le Turco, il publie, à partir de 1896, des séries de « pochades algériennes » dans lesquelles s'illustre Cagayous, héros fort peu convenable de la plèbe algéroise dont les dialogues truculents trouvent enfin une forme écrite. Leur soudaine popularité, aux environs de 1894, le conduit à publier de petits fascicules hebdomadaires illustrés de caricatures dont la vente dans les kiosques d'Alger sont épuisée en quelques heures. Un premier volume les réunit en 1896 sous le titre : Cagayous, pochades algériennes. La production plus ou moins régulière, cesse en 1920 après avoir totalisé une vingtaine d'ouvrages.
Il continue ses chroniques dans les Annales Africaines, également dirigées par Mallebay, dans la Dépêche Algérienne, puis dans l'Echo d'Alger, dès la fondation de ce journal en 1912. Il fait jouer quelques saynètes en intermède au Théâtre municipal. En 1907, il produit au "Petit Athénée" une revue, intitulée "Alger en panne", qui connaît un succès considérable. Il prépare en 1910 pour le "Kursaal" (disparu après 1918) deux opérettes, "Le Coquebin" et "La Libellule" et, en 1917, pour le " Casino Music-Hall ", une pièce patriotique : " On ne passe pas ". Aucune de ces trois oeuvres ne voit la scène par suite de différends soit avec les directeurs, soit avec des interprètes.
Atteint d'hémiplégie, il meurt le 1er septembre 1930. Selon sa volonté, il n'eut que le cortège de ses trois enfants pour l'accompagner au cimetière du Boulevard Bru.